# Madonna Buder
Madonna Buder, también conocida como la Monja de hierro, (St. Louis, Missouri, julio de 1930) es una monja católica, afincada en Spokane, Washington. La hermana Madonna es la actual portadora del récord mundial de la persona con mayor edad en haber culminado el triatlón Ironman.

## Ministerio Religioso
Buder nació en San Luis, Misuri en julio de 1930 y entró al convento a la edad de veintitrés años. En 1970 dejó la congregación a la cual había pertenecido para reunirse con 38 misioneras de diferentes perfiles para establecer una comunidad de hermanas no tradicional. La hermana Buder, como miembro de las hermanas para la comunidad cristiana no-canónica e independiente de la autoridad de la Iglesia católica tiene la libertad de escoger su propio ministerio y su estilo de vida.

## Carrera en Triatlón
Buder empezó a entrenar a los 48 años por una petición de Padre John que le dijo que era una forma de afinar "mente, cuerpo y espíritu" y para tener el relajamiento y la calma que brinda. Ella completó su primer triatlón a la edad de 52 y su primer Ironman a la edad de 55 y desde ese entonces continua en carrera.
Buder es muy conocida en la comunidad de Triatlón por sus logros en las carreras en la categoría por edades. Ella ha completado más de 325 trialtlones incluyendo 45 Ironman de distancia. En el Ironman de Hawái, en 2005, a la edad de 75 La monja de hierro se convirtió en la mujer de mayor edad en completar esta carrera, finalizando una hora antes del tiempo de cierre de la carrera (17 horas). En el Ironman de Hawái de 2006, a la edad de 76, se convirtió en la mujer de mayor edad en completar la carrera, finalizando con un tiempo de 16:59:03.
Durante su carrera deportiva, Buder trabajó duro haciendo colectas de dinero para varias caridades. Una de sus frases es: "Yo entreno religiosamente."